# ROFLcopter
De ROFLcopter (of roflcopter) is een internetfenomeen dat begonnen is op de flashsite Newgrounds.
De term is een samenstelling van ROFL (Rolling On the Floor Laughing) en het Engelse helikopter. Het fenomeen is een opmerkelijk voorbeeld van het gebruik van ASCII-art in combinatie met animatie. De ROFLcopter heeft bekendheid op het internet gekregen door populariteit bij The Vestibule en het forum van Something Awful. Het woord vindt mogelijk zijn oorsprong in forums als Something Awful en zou verwijzen naar een nieuweling (newbie) die tot vervelens toe 1337 praat. Er zijn echter ook andere veronderstellingen over de oorsprong van het woord. ROFLcopter komt vaak voor samen met een aantal andere soortgelijke animated ASCII-artplaatjes. Voorbeelden zijn lollercoaster, lollerskates en stfutruck.
AYBABTU · Bed Intruder Song · Bert is Evil · Bielefeldcomplot · Dat Boi · facepalm · Gangnam Style · Grumpy Cat · Happy Merchant · Harlem Shake · Ice Bucket Challenge · intelligent falling · Invisible Pink Unicorn · lolcat · leisure diving · Loitumameisje · Numa Numa · Nyan Cat · Oof · Pedobear · Pepe the Frog · Planking · Rage Comics · rickroll · ROFLcopter · Serge de lama · Vliegend Spaghettimonster